# جيوفري ديفيز (لاعب كريكت)
جيوفري ديفيز (بالإنجليزية: Geoffrey Davies)‏ (26 أكتوبر 1892 في المملكة المتحدة - 26 سبتمبر 1915 في فرنسا) هو لاعب كريكت بريطاني (وحمل سابقاً جنسية المملكة المتحدة لبريطانيا العظمى وأيرلندا). لعب مع نادي مقاطعة ساسكس للكريكت ‏.

## وصلات خارجية
- جيوفري ديفيز على موقع إي آس بي آن كريك إنفو (الإنجليزية)